# Podbranč
Podbranč je naseljeno mjesto u okrugu Senica u Trnavskom kraju u Slovačkoj.

## Stanovništvo
| Godina:     | 1993. | 2003.    | 2013.   | 2023.   |
| ----------- | ----- | -------- | ------- | ------- |
| Broj ljudi: | 746   | 648      | 610     | 613     |
| Razlika:    |       | -13,13 % | -5,86 % | +0,49 % |

| Godina:     | 2022. | 2023.   |
| ----------- | ----- | ------- |
| Broj ljudi: | 622   | 613     |
| Razlika:    |       | -1,44 % |

Prema podacima o broju stanovnika iz 2023. godine naselje je imalo 613 stanovnika.

## Vanjske poveznice
|  | Zajednički poslužitelj ima još gradiva o temi Podbranč |

- Službena stranica naselja (sl.)